# 烏克蘭紅十字會
乌克兰红十字会（烏克蘭語：Товариство Червоного Хреста України, Tovarystvo Chervonoho Khresta Ukrayiny）(是乌克兰的一个非营利人道主义和慈善組織。自1993年以来，乌克兰红十字会一直是国际红十字与红新月运动成員。

## 早期历史
乌克兰红十字会于1918年4月18日在基辅成立，是乌克兰人民共和国的一个独立人道主义协会。它的任务是帮助难民和战俘，照顾残疾人以及孤儿，幫助他們度過饥荒和疫情。
1920年代乌克兰成為苏联一部分後，乌克兰红十字会也成为苏联红十字会的一部分，這一情況一直持續至1991年。